# Po nás potopa (román)
Po nás potopa je historický román českého spisovatele Josefa Tomana z roku 1963, jehož děj je zasazen do starověkého Říma na sklonku vlády císaře Tiberia a počátku vlády šíleného císaře Caliguly (do období od ledna 37 do září roku 38).

## Obsah
Hlavními hrdiny románu jsou mladý patricij Lucius Curio a chudý herec Fabius Scaurus. Lucius pochází z rodiny s republikánskou tradicí. Jeho otec se zapojí do spiknutí proti císaři, v němž hraje významnou úlohu právě i mladý Lucius. Ten ovšem nakonec neodolá touze po slibné kariéře u dvora nově nastoupivšího císaře Caliguly a zradí jak republikánské ideály, tak svého otce. Opačným případem je herec Fabius, který i za cenu ztráty života ve svých hrách upozorňuje na zkorumpovanost a bezohlednost vládnoucích patricijských vrstev, senátu a nakonec i samotného císaře. V románu je z historických postav vedle šíleného Caliguly zachycen i stárnoucí Tiberius, který je zde zobrazen jako v jádru dobrý člověk, ze kterého okolnosti udělaly bezohledného tyrana. Další historickou postavou, která se zde objevuje, je filozof Seneca, který jako jediný má odvahu hájit u soudu Fabia Scaura.